# La du Barry
La du Barry (DuBarry) è un film del 1914 diretto da Edoardo Bencivenga (o Eduardo Bencivenga). La sceneggiatura di Arrigo Frusta si basa sul lavoro teatrale di David Belasco. Protagonista, Mrs. Leslie Carter, una star delle scene teatrali americane qui in coppia con Hamilton Revelle, suo partner anche a Broadway.
Il film ripercorre la vicenda di Madame du Barry, amante di Luigi XV, re di Francia, la cui storia fu proposta numerose volte sullo schermo.

## Trama
Figlia di una donna del popolo, Jeannette viene scelta da Luigi XV come favorita. Sposata al conte Jean du Barry, Jeannette vive una vita fastosa alla corte di Versailles. Dopo la morte del re, si ritira in provincia. Ma la Rivoluzione e il Terrore sono alle porte.

## Produzione
Il film fu una co-produzione tra Italia e Stati Uniti e venne prodotto da Arturo Ambrosio per la Società Anonima Ambrosio di Torino e dalla Photo Drama Company.
Fu girato a Grugliasco  in provincia di Torino all'interno degli studi cinematografici della sede della Photo Drama Company siti nell'attuale Parco Le Serre di Grugliasco, dove ancora oggi sono visibili gli studi di posa, la sede della società, e il parco dove sono presenti ancora delle alberate centenarie visibili in alcune produzioni. All'interno dell'edificio che fu sede della Photo Drama, Villa Boriglione, sono visibili alcuni cimeli e parti di alcuni film muti prodotti all'interno del parco cinematografico nel corso delle visite guidate da parte della associazione Cojtà Grugliascheisa. 

## Distribuzione
Il film, distribuito in Italia dalla Società Anonima Ambrosio e negli Stati Uniti dalla Photo Drama Company di George Kleine, uscì nelle sale statunitensi il 25 dicembre 1914 con il titolo Du Barry